# Louis Ehlert

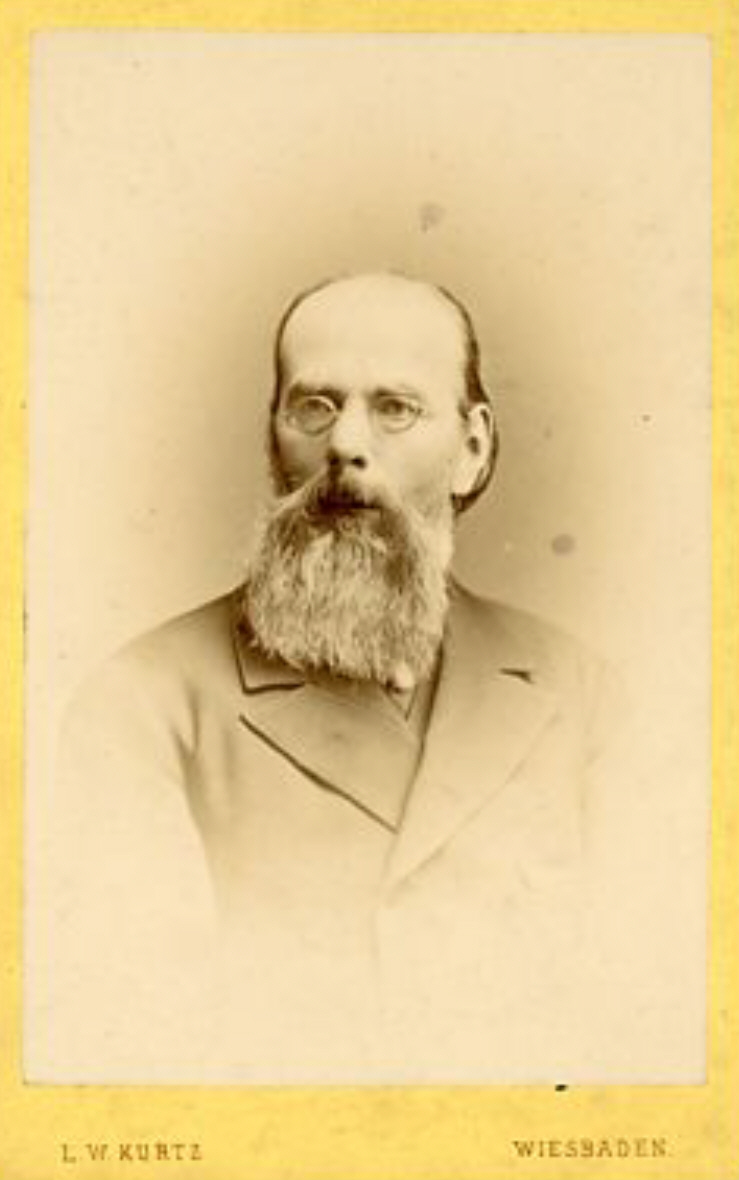
Louis Ehlert

Louis Ehlert, född 23 januari 1825 i Königsberg (nuvarande Kaliningrad), död 4 januari 1884 i Wiesbaden, var en tysk kompositör och skriftställare.
Ehlert flyttade 1850 till Berlin där han var verksam som musiklärare och kritiker. Han fick professors titel 1875. Ehlert komponerade Frühlingssymphonie, Requiem für ein kind, några ouvertyrer samt sånger och karaktärsstycken för piano. Han skrev Briefe über musik (1859), Römische tage (1867)
och Ans der tonwelt (2 band, 1877-1884).